# Pazzano

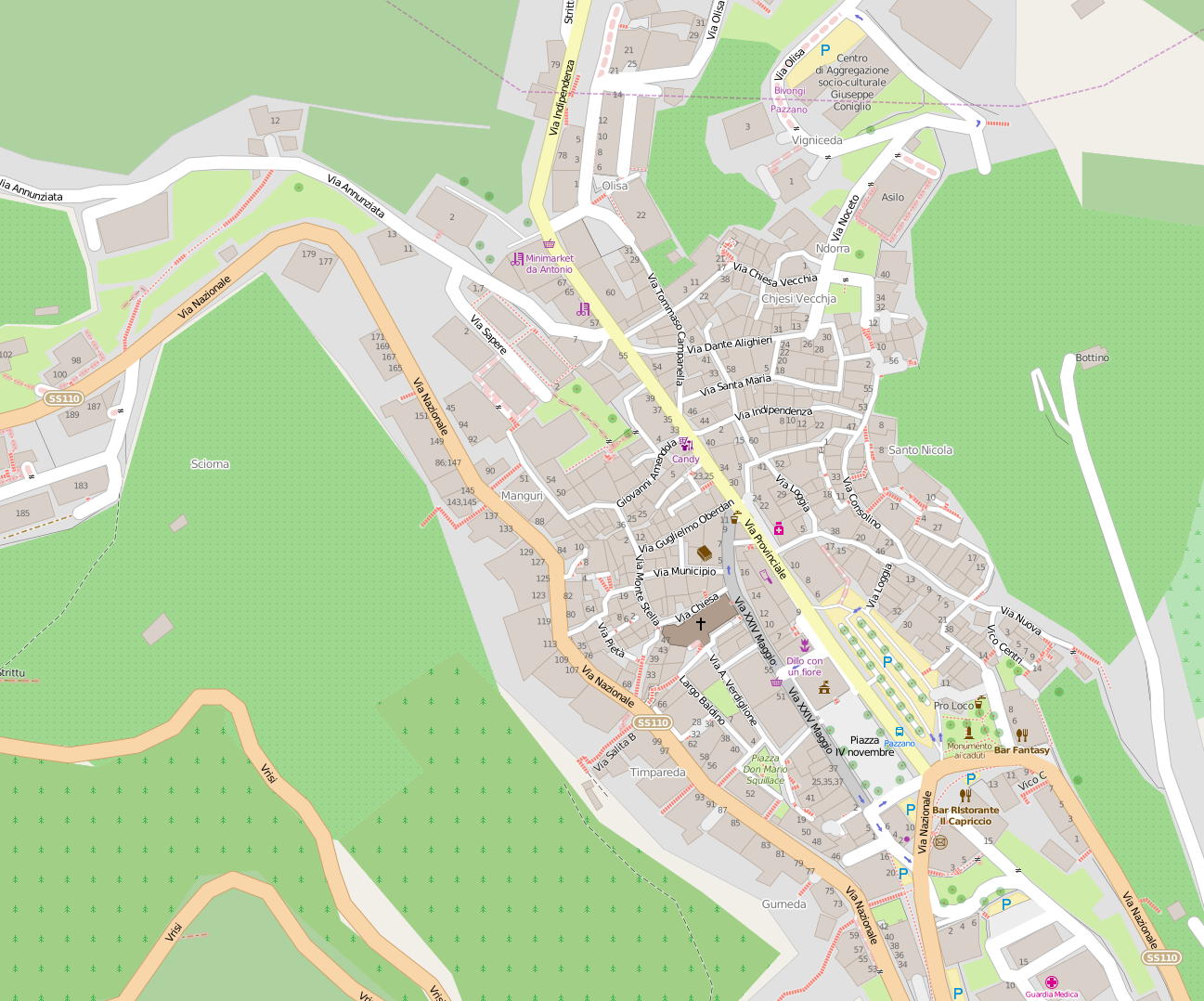
Pazzano (Open Street Map 2015)

Pazzano község (comune) Calabria régiójában, Reggio Calabria megyében.

## Fekvése
A megye északkeleti részén fekszik. A Stilaro folyó völgyében fekszik a Monte Consolino és a Monte Stella között. Határai: Bivongi, Caulonia, Nardodipace, Placanica, Stignano és Stilo.

## Története
Első említése 1094-ból származik, amikor a Szicíliai Királyság egyik legfontosabb vasbányája működött területén. A középkorban nemesi családok birtoka volt. 1768-ban ágyúöntő műhely nyílt a városban. 1811-ben vált önállóvá, amikor a Nápolyi Királyságban felszámolták a feudalizmust. A vaskitermelést az 1800-as évek végén szüntették be, amikor a bányászat és ipar nagy része áttelepült Észak-Olaszországba.

## Népessége
A népesség számának alakulása:

## Főbb látnivalói
- a 19. századi Santa Maria Assunta in Cielo-templom
- a Monte Stella-szentély, amelyet 1562-ben építettek egy csodatevő szentkép számára.
- a város kútjai: Fontana Vecchia és Fontana dei Minatori
- a 25 bányavágat